# Reign/Episodenliste

Logo zur Serie

Diese Episodenliste enthält alle Episoden der US-amerikanischen Dramaserie Reign, sortiert nach der US-amerikanischen Erstausstrahlung. Die Fernsehserie umfasst vier Staffeln mit 78 Episoden.

## Übersicht
| Staffel | Episodenanzahl | Erstausstrahlung USA | Erstausstrahlung USA | Deutschsprachige Erstausstrahlung | Deutschsprachige Erstausstrahlung |
| Staffel | Episodenanzahl | Staffelpremiere      | Staffelfinale        | Staffelpremiere                   | Staffelfinale                     |
| ------- | -------------- | -------------------- | -------------------- | --------------------------------- | --------------------------------- |
| 1       | 22             | 17. Oktober 2013     | 15. Mai 2014         | 26. Februar 2015                  | 23. Juli 2015                     |
| 2       | 22             | 2. Oktober 2014      | 14. Mai 2015         | 17. August 2015                   | 11. Januar 2016                   |
| 3       | 18             | 9. Oktober 2015      | 20. Juni 2016        | 7. Juni 2016                      | 4. Oktober 2016                   |
| 4       | 16             | 10. Februar 2017     | 18. Juni 2017        | 18. Juli 2017                     | 3. Oktober 2017                   |

## Staffel 1
Die Erstausstrahlung der ersten Staffel war vom 17. Oktober 2013 bis zum 15. Mai 2014 auf dem US-amerikanischen Fernsehsender The CW zu sehen. Die deutschsprachige Erstausstrahlung sendete der deutsche Free-TV-Sender sixx vom 26. Februar bis zum 23. Juli 2015.
| Nr. (ges.) | Nr. (St.) | Deutscher Titel           | Originaltitel          | Erstausstrahlung USA | Deutschsprachige Erstausstrahlung (D) | Regie            | Drehbuch                                              |
| ---------- | --------- | ------------------------- | ---------------------- | -------------------- | ------------------------------------- | ---------------- | ----------------------------------------------------- |
| 1          | 1         | Ankunft am Hof            | Pilot                  | 17. Okt. 2013        | 26. Feb. 2015                         | Brad Silberling  | Laurie McCarthy & Stephanie Sengupta                  |
| 2          | 2         | Schlangen                 | Snakes in the Garden   | 24. Okt. 2013        | 5. März 2015                          | Matt Hastings    | Laurie McCarthy                                       |
| 3          | 3         | Der erste Kuss            | Kissed                 | 31. Okt. 2013        | 12. März 2015                         | Holly Dale       | Doris Egan                                            |
| 4          | 4         | Mit Herz und Verstand     | Hearts and Minds       | 7. Nov. 2013         | 19. März 2015                         | Scott Peters     | P. K. Simonds                                         |
| 5          | 5         | Frost                     | A Chill in the Air     | 14. Nov. 2013        | 26. März 2015                         | Bruce McDonald   | Jennie Snyder Urman                                   |
| 6          | 6         | Das Blutopfer             | Chosen                 | 21. Nov. 2013        | 2. Apr. 2015                          | Bradley Walsh    | Wendy Riss                                            |
| 7          | 7         | Zurückgelassen            | Left Behind            | 5. Dez. 2013         | 9. Apr. 2015                          | Jeremiah Chechik | Drew Lindo                                            |
| 8          | 8         | Schicksal                 | Fated                  | 12. Dez. 2013        | 16. Apr. 2015                         | Fred Gerber      | Laurie McCarthy                                       |
| 9          | 9         | Für König und Vaterland   | For King and Country   | 23. Jan. 2014        | 23. Apr. 2015                         | Helen Shaver     | Alan McCullough & Edgar Lyall Idee: Alan McCullough   |
| 10         | 10        | Familiengeheimnisse       | Sacrifice              | 30. Jan. 2014        | 30. Apr. 2015                         | Rachel Talalay   | P. K. Simonds & Daniel Sinclair                       |
| 11         | 11        | Inquisition               | Inquisition            | 6. Feb. 2014         | 7. Mai 2015                           | Mike Rohl        | Doris Egan                                            |
| 12         | 12        | Königliches Blut          | Royal Blood            | 27. Feb. 2014        | 14. Mai 2015                          | Holly Dale       | Alan McCullough Idee: Wendy Riss Gatsiounis           |
| 13         | 13        | Der Vollzug               | The Consummation       | 6. März 2014         | 21. Mai 2015                          | Fred Gerber      | Laurie McCarthy                                       |
| 14         | 14        | Schmutzige Wäsche         | Dirty Laundry          | 13. März 2014        | 28. Mai 2015                          | Norma Bailey     | Edgar Lyall Idee: Drew Lindo                          |
| 15         | 15        | Der Schatten              | The Darkness           | 20. März 2014        | 4. Juni 2015                          | Steve DiMarco    | Charlie Craig                                         |
| 16         | 16        | Monster                   | Monsters               | 27. März 2014        | 11. Juni 2015                         | Jeff Renfroe     | Drew Lindo & Wendy Riss Gatsiounis                    |
| 17         | 17        | Lange lebe die Königin    | Liege Lord             | 10. Apr. 2014        | 18. Juni 2015                         | Allan Kroeker    | Doris Egan                                            |
| 18         | 18        | Kein Ausweg               | No Exit                | 17. Apr. 2014        | 25. Juni 2015                         | Mike Rohl        | Hannah Schneider                                      |
| 19         | 19        | Spielzeugsoldaten         | Toy Soldiers           | 24. Apr. 2014        | 2. Juli 2015                          | Chris Grismer    | Mike Herro & David Strauss                            |
| 20         | 20        | Ein Leben für ein anderes | Higher Ground          | 1. Mai 2014          | 9. Juli 2015                          | Sudz Sutherland  | Alan McCullough Idee: David Babcock & Daniel Sinclair |
| 21         | 21        | Der Held von Calais       | Long Live the King     | 8. Mai 2014          | 16. Juli 2015                         | Jeremiah Chechik | Wendy Riss Gatsiounis & Drew Lindo                    |
| 22         | 22        | Die Prophezeiung          | Slaughter of Innocence | 15. Mai 2014         | 23. Juli 2015                         | David Frazee     | Doris Egan                                            |

## Staffel 2
Die Erstausstrahlung der zweiten Staffel war vom 2. Oktober 2014 bis zum 14. Mai 2015 auf dem US-amerikanischen Fernsehsender The CW zu sehen. Die deutschsprachige Erstausstrahlung sendete der deutsche Pay-TV-Sender TNT Glitz vom 17. August 2015 bis zum 11. Januar 2016.
| Nr. (ges.) | Nr. (St.) | Deutscher Titel           | Originaltitel              | Erstausstrahlung USA | Deutschsprachige Erstausstrahlung (D) | Regie             | Drehbuch                           |
| ---------- | --------- | ------------------------- | -------------------------- | -------------------- | ------------------------------------- | ----------------- | ---------------------------------- |
| 23         | 1         | Die Pest                  | The Plague                 | 2. Okt. 2014         | 17. Aug. 2015                         | Fred Gerber       | Laurie McCarthy                    |
| 24         | 2         | Pakt mit dem Teufel       | Drawn and Quartered        | 9. Okt. 2014         | 24. Aug. 2015                         | Fred Gerber       | Wendy Riss Gatsiounis & Drew Lindo |
| 25         | 3         | Die Krönung               | Coronation                 | 16. Okt. 2014        | 31. Aug. 2015                         | Holly Dale        | Harley Peyton                      |
| 26         | 4         | Das Lamm und das Gemetzel | The Lamb and the Slaughter | 23. Okt. 2014        | 7. Sep. 2015                          | Sudz Sutherland   | Laurie McCarthy & Adele Lim        |
| 27         | 5         | Blut für Blut             | Blood for Blood            | 30. Okt. 2014        | 14. Sep. 2015                         | Norma Bailey      | P.K. Simonds & Nancy Won           |
| 28         | 6         | Drei Königinnen           | Three Queens               | 6. Nov. 2014         | 21. Sep. 2015                         | Steve DiMarco     | Doris Egan                         |
| 29         | 7         | Der protestantische Prinz | The Prince of the Blood    | 13. Nov. 2014        | 28. Sep. 2015                         | Deborah Chow      | Drew Lindo & Wendy Riss Gatsiounis |
| 30         | 8         | Im Namen Gottes           | Terror of the Faithful     | 20. Nov. 2014        | 5. Okt. 2015                          | Charles Binamé    | Adele Lim & Melody Fox             |
| 31         | 9         | Kriegstaten               | Acts of War                | 4. Dez. 2014         | 12. Okt. 2015                         | Fred Gerber       | Laurie McCarthy & Nancy Won        |
| 32         | 10        | Gnade                     | Mercy                      | 11. Dez. 2014        | 19. Okt. 2015                         | Rich Newey        | Wendy Riss Gatsiounis & Drew Lindo |
| 33         | 11        | Das Zeichen der Verräter  | Getaway                    | 22. Jan. 2015        | 26. Okt. 2015                         | Lynne Stopkewich  | Daniel Sinclair                    |
| 34         | 12        | Verbannt                  | Banished                   | 29. Jan. 2015        | 2. Nov. 2015                          | Larysa Kondracki  | Chelsey Lora                       |
| 35         | 13        | Sünden der Vergangenheit  | Sins of the Past           | 5. Feb. 2015         | 9. Nov. 2015                          | Deborah Chow      | Doris Egan & Melody Fox            |
| 36         | 14        | Das Ende der Trauer       | The End of Mourning        | 12. Feb. 2015        | 16. Nov. 2015                         | Nathaniel Goodman | Laurie McCarthy & Nancy Won        |
| 37         | 15        | Neuanfang                 | Forbidden                  | 19. Feb. 2015        | 23. Nov. 2015                         | Charles Binamé    | Laurie McCarthy & Nancy Won        |
| 38         | 16        | Der Geschmack von Rache   | Tasting Revenge            | 12. März 2015        | 30. Nov. 2015                         | Lee Rose          | P. K. Simonds & Drew Lindo         |
| 39         | 17        | Verlockung des Schicksals | Tempting Fate              | 19. März 2015        | 7. Dez. 2015                          | Sudz Sutherland   | Lisa Randolph                      |
| 40         | 18        | Das Wunder                | Reversal of Fortune        | 16. Apr. 2015        | 14. Dez. 2015                         | Anne Wheeler      | Drew Lindo & Wendy Riss Gatsiounis |
| 41         | 19        | Der Prinzgemahl           | Abandoned                  | 23. Apr. 2015        | 21. Dez. 2015                         | Deborah Chow      | Nancy Won & Robert Doty            |
| 42         | 20        | Auf der Flucht            | Fugitive                   | 30. Apr. 2015        | 28. Dez. 2015                         | Norma Bailey      | Doris Egan & Daniel Sinclair       |
| 43         | 21        | Die Belagerung            | The Siege                  | 7. Mai 2015          | 4. Jan. 2016                          | Andy Mikita       | Adele Lim & Lisa Randolph          |
| 44         | 22        | Brennende Rache           | Burn                       | 14. Mai 2015         | 11. Jan. 2016                         | Fred Gerber       | Laurie McCarthy & Nancy Won        |

## Staffel 3
Die Erstausstrahlung der dritten Staffel war vom 9. Oktober 2015 bis zum 20. Juni 2016 auf dem US-amerikanischen Fernsehsender The CW zu sehen. Die deutschsprachige Erstausstrahlung sendete der deutsche Pay-TV-Sender TNT Serie vom 7. Juni bis zum 4. Oktober 2016.
| Nr. (ges.) | Nr. (St.) | Deutscher Titel                | Originaltitel            | Erstausstrahlung USA | Deutschsprachige Erstausstrahlung (D) | Regie             | Drehbuch                          |
| ---------- | --------- | ------------------------------ | ------------------------ | -------------------- | ------------------------------------- | ----------------- | --------------------------------- |
| 45         | 1         | Drei Königinnen und zwei Tiger | Three Queens, Two Tigers | 9. Okt. 2015         | 7. Juni 2016                          | Holly Dale        | Laurie McCarthy                   |
| 46         | 2         | Die Verlobung                  | Betrothed                | 16. Okt. 2015        | 14. Juni 2016                         | Fred Gerber       | Lisa Randolph                     |
| 47         | 3         | Der Dauphin                    | Extreme Measures         | 23. Okt. 2015        | 21. Juni 2016                         | Holly Dale        | Drew Lindo & Wendy Riss           |
| 48         | 4         | Der Preis eines Königlebens    | The Price                | 6. Nov. 2015         | 28. Juni 2016                         | Nathaniel Goodman | April Blair & Robert Doty         |
| 49         | 5         | Kein Land in Sicht             | In a Clearing            | 13. Nov. 2015        | 5. Juli 2016                          | Deborah Chow      | Shannon Goss                      |
| 50         | 6         | Triumph oder Niederlage        | Fight or Flight          | 20. Nov. 2015        | 12. Juli 2016                         | Charles Binamé    | Lisa Randolph                     |
| 51         | 7         | Alles nur ein Spiel            | The Hound and the Hare   | 4. Dez. 2015         | 19. Juli 2016                         | Anne Wheeler      | Bo Yeon Kim & Erika Lippoldt      |
| 52         | 8         | Die Verschwörung               | Our Undoing              | 8. Jan. 2016         | 26. Juli 2016                         | Lee Rose          | Gretchen J. Berg & Aaron Harberts |
| 53         | 9         | Bis dass der Tod euch scheidet | Wedlock                  | 15. Jan. 2016        | 2. Aug. 2016                          | Norma Bailey      | Wendy Riss & Drew Lindo           |
| 54         | 10        | Blaue Augen lügen              | Bruises That Lie         | 22. Jan. 2016        | 9. Aug. 2016                          | Megan Follows     | P.K. Simmons                      |
| 55         | 11        | Erbfolge                       | Succession               | 25. Apr. 2016        | 16. Aug. 2016                         | Charles Binamé    | April Blair                       |
| 56         | 12        | In der Falle                   | No Way Out               | 2. Mai 2016          | 23. Aug. 2016                         | Fred Gerber       | Wendy Riss Gatsiounis             |
| 57         | 13        | Bettgeflüster                  | Strange Bedfellows       | 9. Mai 2016          | 30. Aug. 2016                         | Norma Bailey      | Shannon Goss                      |
| 58         | 14        | Auf den Tod                    | To the Death             | 16. Mai 2016         | 6. Sep. 2016                          | Michael McGowan   | Lily Sparks                       |
| 59         | 15        | Sichere Überfahrt              | Safe Passage             | 23. Mai 2016         | 13. Sep. 2016                         | Stuart Gillard    | Drew Lindo                        |
| 60         | 16        | Willkommen zuhause, Majestät   | Clans                    | 6. Juni 2016         | 20. Sep. 2016                         | Fred Gerber       | Gretchen J. Berg & Aaron Harberts |
| 61         | 17        | Eindringlinge                  | Intruders                | 13. Juni 2016        | 27. Sep. 2016                         | Lee Rose          | April Blair & Drew Lindo          |
| 62         | 18        | Todfeindinnen                  | Spiders in a Jar         | 20. Juni 2016        | 4. Okt. 2016                          | Deborah Chow      | Laura McCarthy                    |

## Staffel 4
Im März 2016 verlängerte der US-amerikanische Sender The CW die Serie um eine vierte Staffel. Die Ausstrahlung erfolgte ab dem 10. Februar 2017. Im Juni 2017 endete die Staffel mit der 16. Folge, welche auch das Ende der Serie bildet.
Die deutsche FreeTV-Premiere war am 9. Juli 2018 bei dem Sender sixx.
| Nr. (ges.) | Nr. (St.) | Deutscher Titel       | Originaltitel           | Erstausstrahlung USA | Deutschsprachige Erstausstrahlung (D) | Regie           | Drehbuch                           |
| ---------- | --------- | --------------------- | ----------------------- | -------------------- | ------------------------------------- | --------------- | ---------------------------------- |
| 63         | 1         | Und Spanien übernimmt | With Friends Like These | 10. Feb. 2017        | 18. Juli 2017                         | Stuart Gillard  | Wendy Riss Gatsiounis & Drew Lindo |
| 64         | 2         | Falsches Getreide     | A Grain Of Deception    | 17. Feb. 2017        | 25. Juli 2017                         | Fred Gerber     | Patti Carr & Lara Olsen            |
| 65         | 3         | Wege des Schicksals   | Leaps Of Faith          | 24. Feb. 2017        | 1. Aug. 2017                          | Charles Binamé  | April Blair & Laurie McCarthy      |
| 66         | 4         | Zwangsehen            | Playing With Fire       | 3. März 2017         | 8. Aug. 2017                          | Fred Gerber     | John J. Sakmar & Kenny Lenhart     |
| 67         | 5         | Gegen alle Regeln     | Highland Games          | 17. März 2017        | 15. Aug. 2017                         | Michael McGowan | Robert Doty                        |
| 68         | 6         | Die blaue Rose        | Love & Death            | 24. März 2017        | 22. Aug. 2017                         | Megan Follows   | Drew Lindo & Wendy Riss Gatsiounis |
| 69         | 7         | Das Damoklesschwert   | Hanging Swords          | 31. März 2017        | 29. Aug. 2017                         | Lee Rose        | Chris Atwood & Kamran Pasha        |
| 70         | 8         | Stille Gewässer       | Uncharted Waters        | 7. Apr. 2017         | 5. Sep. 2017                          | Fred Gerber     | Bo Yeon Kim & Erika Lippoldt       |
| 71         | 9         | Strippenzieher        | Pulling Strings         | 14. Apr. 2017        | 17. Sep. 2018                         | Andy Mikita     | April Blair & Laurie McCarthy      |
| 72         | 10        | Ein besserer Mensch   | A Better Man            | 28. Apr. 2017        | 12. Sep. 2017                         | Dawn Wilkinson  | John J. Sakmar & Kenny Lenhart     |
| 73         | 11        | In finsterer Nacht    | Dead Of Night           | 5. Mai 2017          | 19. Sep. 2017                         | Deborah Chow    | Wendy Riss Gatsiounis & Drew Lindo |
| 74         | 12        | Die Erpressung        | The Shakedown           | 12. Mai 2017         | 19. Sep. 2017                         | Norma Bailey    | Patti Carr & Lara Olsen            |
| 75         | 13        | Der Staatsstreich     | Coup De Grâce           | 19. Mai 2017         | 26. Sep. 2017                         | Megan Follows   | John J. Sakmar & Kerry Lenhart     |
| 76         | 14        | Eine neue Braut       | A Bride. A Box. A Body. | 2. Juni 2017         | 26. Sep. 2017                         | Andy Mikita     | April Blair & Robert D. Doty       |
| 77         | 15        | Blut im Wasser        | Blood In The Water      | 9. Juni 2017         | 3. Okt. 2017                          | Charles Binamé  | Drew Lindo & Wendy Riss Gatsiounis |
| 78         | 16        | Die Königin fällt     | All It Cost Her         | 16. Juni 2017        | 3. Okt. 2017                          | Holly Dale      | April Blair & Laurie McCarthy      |